# Вуча Жикић
Вуча Жикић или Џикић је био српски војни старешина у Кочиној крајини и Првом српском устанку. Жикић се родио у селу Маврово у данашњој Македонији педесетих или шездесетих година 18. века. као младић одлази у Шумадију где се бави механџијским занатом. За време Аустријско-турског рата 1788-1791, односно Кочиној крајини придружује се устанку и бива примљен у аустријски фрајкор. Након пада крајине одлази са аустријском војском као капетан и учествује у француско-аустријском рату.
Када је избио Први српски устанак Жикић са својим унуком Кузманом напушта Аустрију и лишава се војне пензије и одлази у Србију као добровољац. Будући да је био искусан официр даје се на изградњу тврђаве Делиград, коју тако стручно утврђује да је остала неосвојена све до пропасти устанка 1813. године. Вучо Жикић је погинуо 14. априла 1807. на Делиграду у борби са Турцима.